# 150 نورث ريفرسايد
150 نورث ريفرسايد هو برج يقع في شيكاغو،الولايات المتحدة. يتكون البرج من 54 طابق ويبلغ إرتفاع البرج 221 متر، تم إفتتاح البرج في 2017.
يشغل المبنى موقعًا تبلغ مساحته فدانين على الضفة الغربية لنهر شيكاغو، والذي يتطلب حجمه وموقعه قاعدة صغيرة بشكل غير عادي للمبنى. يحتوي المبنى على 1.2 مليون قدم مربع (110,000 م2) من المساحات المكتبية القابلة للتأجير. نظرًا لتصميم هيكلها الفائق الفريد، فإنها لا تشمل سوى 25 بالمائة من القطعة. في عام 2019، مُنح مبنى فرع شيكاغو أعلى جائزة للتميز في التصميم من الجمعية الأمريكية للمعماريين.